# Rosa Parks Act
Der Rosa Parks Act wurde am 18. April 2006 im Parlament des US-Bundesstaates Alabama genehmigt, um es denjenigen, die zum Zeitpunkt des Montgomery-Busboykotts als Gesetzesbrecher galten, einschließlich der verstorbenen Rosa Parks, zu ermöglichen, ihre Verhaftungsunterlagen der Anklage des zivilen Ungehorsams zu löschen. Das Repräsentantenhaus von Alabama billigte das Gesetz einstimmig, aber drei Senatoren im Senat von Alabama lehnten es ab. Das Gesetz wurde am 28. April 2006 von Gouverneur Bob Riley unterzeichnet.